# Макала (фільм)
«Макала» (фр. Makala) — французький документальний фільм 2017 року, поставлений режисером Еммануелем Гра. Фільм брав участь в секції Міжнародний тиждень критиків на 70-му Каннському міжнародному кінофестивалі (2017) та здобув Гран-прі Тижня критиків .

## Сюжет
У молодого селянина з Конго є сильні руки, непохитна воля і мрія про краще життя для своїх близьких. Щоб торгувати плодами своєї праці, він вимушений буквально прокладати собі шлях. Дорога селянина стомлива і небезпечна, але тим цінніше його зусилля — і тим вище плата за мрію.

## У ролях
| • Кабвіта Касонго | … |  |
| • Лідія Касонго   | … |  |

## Знімальна група
- Автор сценарію — Еммануель Гра
- Режисер-постановник — Еммануель Гра
- Продюсери — Ніколя Антомі, Кармен Леруа
- Оператор — Еммануель Гра
- Композитор — Гаспар Клаус
- Монтаж — Карен Бенані

## Нагороди та номінації
| Список нагород та номінацій         | Список нагород та номінацій | Список нагород та номінацій    | Список нагород та номінацій | Список нагород та номінацій | Список нагород та номінацій |
| Кінопремія                          | Дата церемонії              | Категорія                      | Номінант(и)                 | Результат                   | Дж                          |
| ----------------------------------- | --------------------------- | ------------------------------ | --------------------------- | --------------------------- | --------------------------- |
| Каннський міжнародний кінофестиваль | 25.05.2017                  | Гран-прі                       | Макала                      | Перемога                    | [ 1 ]                       |
| Каннський міжнародний кінофестиваль | 27.05.2017                  | Золоте око                     | Макала                      | Номінація                   | [ 4 ]                       |
| Каннський міжнародний кінофестиваль | 27.05.2017                  | Золоте око — Спеціальна згадка | Макала                      | Перемога                    | [ 4 ]                       |
| Приз Луї Деллюка                    | 2017                        | Найкращий фільм                | Макала                      | Номінація                   |                             |
| Премія «Люм'єр»                     | 5.02.2018                   | Найкращий документальний фільм | Макала                      | Номінація                   | [ 5 ]                       |
| Премія «Люм'єр»                     | 5.02.2018                   | Найкраща музика до фільму      | Гаспар Клаус                | Номінація                   | [ 5 ]                       |